# Peine (huyện)
Peine là một huyện ở Niedersachsen, Đức. Các huyện giáp ranh (từ phía nam theo chiều kim đồng hồ) là: Hildesheim, Hanover và Gifhorn, và các thành phố Brunswick và Salzgitter.

## Lịch sử
Cho đến đầu thế kỷ 19, lãnh thổ huyện này thuộc Brunswick-Celle, Brunswick-Wolfenbüttel, và giáo phận Hildesheim. Sau năm 1815, cả Brunswick-Celle và Hildesheim thuộc Vương quốc Hanover. Năm 1866, Hanover thuộc Phổ. Chính quyền Phổ đã lập Chính quyền Phổ đã lập các huyện (Kreise) năm 1885, trong đó có Peine.
Vùng này khai thác mỏ cho đến năm 1976 khi mỏ cuối cùng bị đóng cửa. Năm 1963, ở đây xảy ra tai nạn mỏ Lengede làm 29 người thiệt mạng, 11 người được cứu.

## Địa lý
Huyện gồm các khu vực quanh các thành phố Hanover và Braunschweig. Sông Fuhse chảy vào huyện này ở phía nam, qua thị xã Peine và chảy theo hướng bắc đến Celle.

## Huy hiệu
| Coat of arms | Huy hiệu của huyện lấy theo huy hiệu quận Wolfenbüttel-Assenburg. Quận này chỉ tồn tại đến năm 1260. |

## Các thành phố và đô thị
| Thành phố | Đô thị                                                                    |
| --------- | ------------------------------------------------------------------------- |
| 1. Peine  | 1. Edemissen 2. Hohenhameln 3. Ilsede 4. Lengede 5. Vechelde 6. Wendeburg |